# Achilleshiel

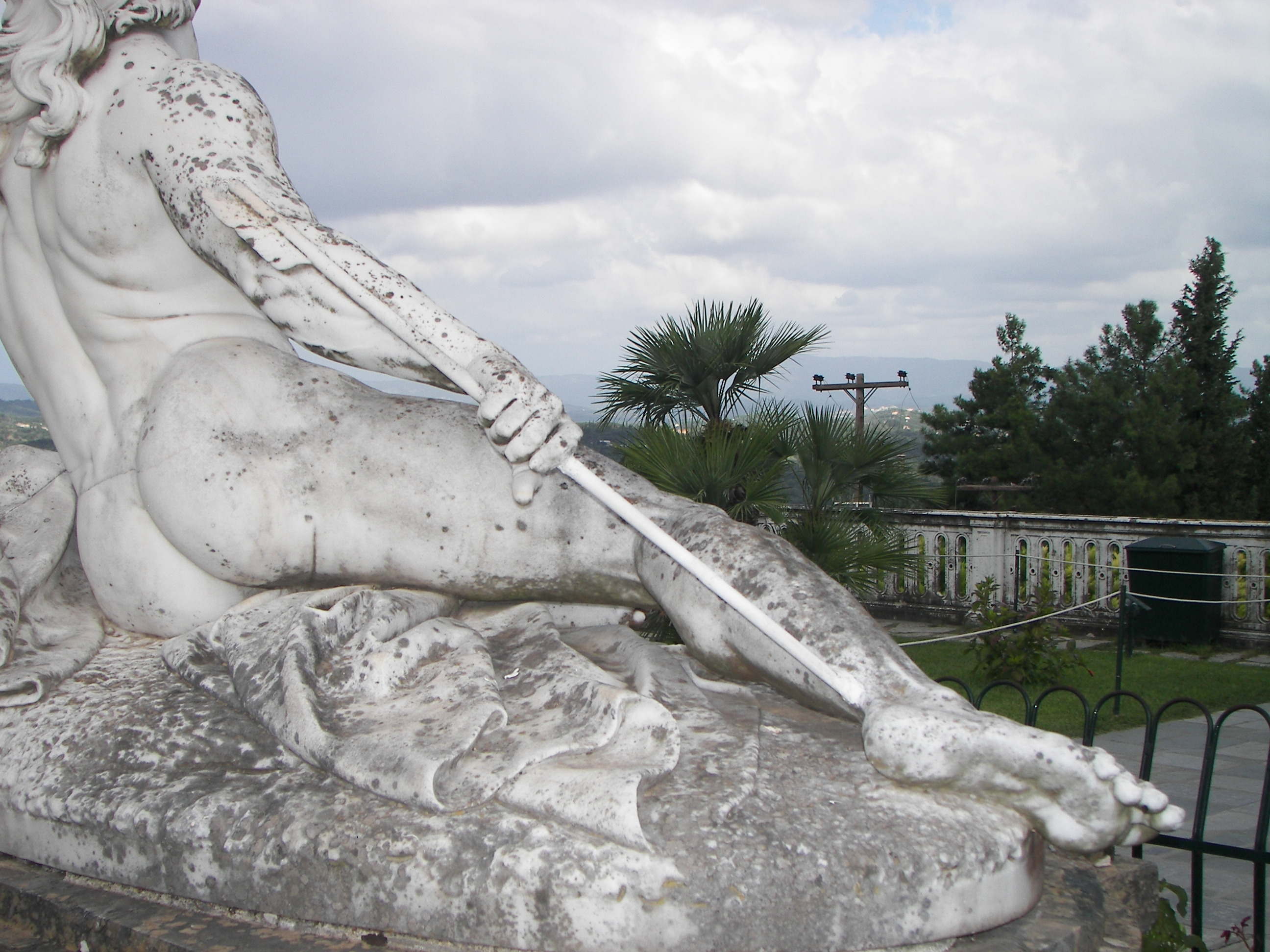
Standbeeld uit 1884 van de stervende Achilles, met de pijl in zijn hiel. Het beeld, gemaakt door Ernst Herter, staat op het Griekse eiland Korfoe.

Een achilleshiel is een fatale zwakke plek in een anderszins onkwetsbaar iets.
De naam is afgeleid van de Griekse held Achilles die de hoofdrol in de Ilias van Homerus vervult. Hij was bij zijn geboorte door zijn moeder, de zeegodin Thetis, als kind in het water van de Lethe of Styx, een rivier in de onderwereld gedompeld om hem onkwetsbaar te maken. Zij moest hem daarbij wel ergens vasthouden, en dat deed zij bij zijn hiel. Dit was dan ook de enige kwetsbare plek op zijn lichaam en werd uiteindelijk zijn ondergang in de strijd tegen Troje: Paris raakte hem met een giftige pijl, nadat Achilles zijn sandaal verloren had toen hij de gesneuvelde Hektor achter zijn strijdwagen rond Troje meesleurde.
De mythe verwijst daarbij duidelijk naar het feit dat wanneer de grote pees in de hiel van de mens (toepasselijk achillespees genoemd) doorgesneden of beschadigd wordt, dit kreupelheid betekent.